# Мелеузівський район
Мелеу́зівський район (рос. Мелеузовский район, башк. Мәләүез районы) — адміністративна одиниця Республіки Башкортостан Російської Федерації.
Адміністративний центр — місто Мелеуз.

## Населення
Населення району становить 82000 осіб (2019, 88549 у 2010, 89672 у 2002).

## Адміністративно-територіальний поділ
На території району 1 міське поселення та 16 сільських поселень, які називаються сільськими радами:
| Поселення                     | Площа, км² | Населення, осіб (2002) | Населення, осіб (2010) | Населення, осіб (2019) | Центр         | Населені пункти |
| ----------------------------- | ---------- | ---------------------- | ---------------------- | ---------------------- | ------------- | --------------- |
| Мелеузівське міське поселення | 35,84      | 63217                  | 61390                  | 57248                  | Мелеуз        | 1               |
| Абітовська сільська рада      | 135,33     | 1574                   | 1462                   | 1505                   | Басурмановка  | 7               |
| Александровська сільська рада | 80,09      | 994                    | 813                    | 730                    | Александровка | 4               |
| Аптраковська сільська рада    | 53,20      | 993                    | 942                    | 737                    | Аптраково     | 6               |
| Араслановська сільська рада   | 93,69      | 1484                   | 1384                   | 1221                   | Смаково       | 8               |
| Воскресенська сільська рада   | 106,53     | 2036                   | 1850                   | 1527                   | Воскресенське | 3               |
| Денисівська сільська рада     | 183,50     | 1377                   | 1474                   | 1473                   | Богородське   | 5               |
| Зірганська сільська рада      | 219,56     | 5142                   | 5194                   | 4722                   | Зірган        | 9               |
| Іштугановська сільська рада   | 41,99      | 652                    | 686                    | 578                    | Іштуганово    | 4               |
| Корнієвська сільська рада     | 252,99     | 1831                   | 2032                   | 1658                   | Корнієвка     | 9               |
| Мелеузівська сільська рада    | 84,86      | 1940                   | 2467                   | 2545                   | Каран         | 10              |
| Нордовська сільська рада      | 160,60     | 1428                   | 1550                   | 1419                   | Нордовка      | 4               |
| Нугушівська сільська рада     | 1129,06    | 1395                   | 1382                   | 1288                   | Нугуш         | 3               |
| Партизанська сільська рада    | 246,35     | 2222                   | 1948                   | 1550                   | Дар'їно       | 7               |
| Первомайська сільська рада    | 259,95     | 2478                   | 2584                   | 2578                   | Первомайська  | 9               |
| Саришевська сільська рада     | 64,74      | 832                    | 727                    | 629                    | Саришево      | 3               |
| Шевченківська сільська рада   | 83,93      | 613                    | 664                    | 592                    | Антоновка     | 3               |

## Найбільші населені пункти
| №  | Населений пункт | Населення, осіб (2002) | Населення, осіб (2010) |
| -- | --------------- | ---------------------- | ---------------------- |
| 1  | Мелеуз          | 62 949                 | 61 390                 |
| 2  | Зірган          | 4 075                  | 4 125                  |
| 3  | Воскресенське   | 1 918                  | 1 817                  |
| 4  | Нугуш           | 1 195                  | 1 190                  |
| 5  | Корнієвка       | 901                    | 1 018                  |
| 6  | Нордовка        | 925                    | 1 000                  |
| 7  | Дар'їно         | 925                    | 801                    |
| 8  | Первомайська    | 725                    | 764                    |
| 9  | Троїцьке        | 669                    | 630                    |
| 10 | Александровка   | 604                    | 520                    |